# Nikola One
Le Nikola One est le prototype du premier poids lourd électrique longue distance au monde, conçu par la startup américaine Nikola Motor. Le prototype de ce tracteur routier a été présenté le 2 décembre 2016.

## Histoire

### La start-up Nikola Motor
L'entreprise Nikola Motor, devenue ensuite Nikola Corporation, a été fondée par Trevor Milton en 2014 à Salt Lake City, Utah,

### Le Nikola One[4]
Le 13 juin 2016, le PDG de Nikola Motor, Trevor Milton, a publié un communiqué le presse dont l'extrait suivant :
« Notre technologie a 10 à 15 ans d'avance sur tout autre équipementier en termes d'efficacité énergétique, de consommation et d'émissions. Nous sommes le seul équipementier à avoir un camion à émissions quasi nulles et à surpasser encore les camions Diesel à 36 tonnes. Avoir plus de 7 000 réservations totalisant plus de 2,3 milliards de dollars, avec cinq mois avant notre cérémonie de dévoilement, est sans précédent... »
Nikola Motor n'a, alors, publié que quelques rendus et détails du concept Nikola One, le prototype ne sera dévoilé que le 2 décembre 2016.
Le 2 décembre 2016, la société a dévoilé le concept d'un camion, tracteur de semi-remorques de classe 8, à hydrogène appelé Nikola One qui pourrait être mis en production en 2020. Le Nikola One comprend une cabine couchette conventionnelle sur un châssis à 3 essieux. La conception Nikola One comprend une batterie de 320 kWh alimentant 6 moteurs électriques de traction - un pour chaque roue - avec une puissance bridée par logiciel à 750 kW, soit 1 000 ch DIN, et un couple de 2 700 N m. C'est suffisant pour maintenir une vitesse de 105 km/h avec une pleine charge de 36 tonnes sur une pente de 6 %.
La pile à combustible à hydrogène du Nikola One alimente un ensemble de batteries au lithium haute densité d'une capacité totale de 320 kWh qui alimentent la transmission entièrement électrique. Le couple maximal est atteint à l'instant où un pied touche l'accélérateur, le Nikola One peut atteindre la vitesse de 95 km/h en 30 secondes, contre 60 secondes avec un véhicule diesel traditionnel.
Lors de cette présentation du premier prototype du Nikola One, le constructeur ne pouvait pas indiquer où et quand seraient produits les véhicules. Le sujet devant être réglé en 2017 ! Il reste à voir si le plan massivement ambitieux de Nikola pourra devenir réalité. Le projet implique le déploiement de plus de 350 stations d'hydrogène ce qui peut prendre une décennie (ou plus), et la construction d'une usine capable de fabriquer les 50 000 exemplaires prévus par an nécessitera un investissement colossal. À titre de comparaison, rappelons que Tesla travaille sur ses voitures électriques depuis 2003 et que cette production n'est toujours pas rentable. Pourtant, si la startup du camionnage électrique parvient à atteindre ne serait-ce qu'une partie de ses objectifs, le Nikola One pourrait très bien révolutionner le camionnage.
La source d'énergie est une pile à combustible à hydrogène d'une puissance de 300 kW consommant 4,6 kg d'hydrogène (H2) aux 100 km. L'hydrogène est stocké dans des réservoirs de 100 kg avec une autonomie de 1 900 km. La consommation équivaut à 15,3 L/100 km de gasoil. Le camion est équipé d'un système de freinage régénératif d'énergie pour compléter les freins à disque traditionnels, réduisant ainsi la distance d'arrêt et la consommation de carburant. La version hydrogène a été dévoilée le 2 décembre 2016 et devrait être disponible d'ici 2019. Lors de sa présentation, le constructeur a déclaré que sur certains marchés, le gaz naturel comprimé pourrait être utilisé pour alimenter un générateur à turbine à gaz embarqué plutôt que des piles à combustible à hydrogène.
L'entreprise devait s'associer au constructeur américain Fitzgerald qui s'occuperait de la fabrication des 5 000 premiers exemplaires, mais Milton souhaite que Nikola maitrise tout le processus de production avec une usine de fabrication d'un milliard de dollars. Le choix définitif devrait être annoncé en 2018.
En mai 2018, Nikola Motor Company a intenté une action en justice contre Tesla, Inc., réclamant 2 milliards de dollars de dommages et intérêts, alléguant que le Tesla Semi avait enfreint six brevets que Nikola avait obtenus sur la conception du Nikola One. Tesla a répondu que le procès est sans fondement. En septembre 2019, la Commission de première instance et d'appel des brevets a rejeté la demande de Tesla d'invalider le brevet de porte latérale de Nikola. En septembre 2020, le procès est toujours en cours.
En mai 2018, Anheuser-Busch a passé un bon de réservation pour 800 locations de camions à hydrogène. (NDR : dans un premier temps, Nikola voulait commercialiser ses camions sous forme de location mensuelle incluant la consommation d'hydrogène). Le constructeur a alors affirmé que les camions commenceraient à être livrés en 2020. Jusqu'en 2019, le total des précommandes pour les baux de camions englobant tous les modèles Nikola de classe 8, a atteint une valeur estimée à 14 milliards de dollars,.
Le 19 février 2025, l’entreprise annonce se placer sous le régime du Chapitre 11 aux États-Unis. La situation de faillite est officialisée à cette date auprès du tribunal des faillites du Delaware. L'entreprise dispose alors de 47 millions de dollars en trésorerie pour un résultat net en 2023 de -966 millions de dollars.